# Abroncsos (Eperjesi kerület)
Abroncsos (1899-ig Obrucsnó, szlovákul Obručné, ruszinul Obrucsne) község Szlovákiában, az Eperjesi kerület Ólublói járásában.

## Fekvése
Ólublótól 30 km-re keletre, a lengyel határ mellett fekszik.

## Története
A települést 1636-ban „Obruczno” néven említik először, első lakói keletről betelepített ruszinok voltak. 1787-ben 14 háza állt.
A 18. század végén Vályi András így ír róla: „OBRUCSNO. Orosz falu Sáros Várm. földes Ura G. Szirmay, B. Palocsay, és Dezsőfy Uraságok, lakosai ó hitűek, fekszik Poprád vize mellett, Lyubotinhoz közel, mellynek filiája, határjában legelője, és fája van, réttye középszerű, határja sovány.”
1828-ban 32 portája volt.
Fényes Elek 1851-ben kiadott geográfiai szótárában így ír a faluról: „Obrucsnó, orosz falu, Sáros vmegyében, magas kősziklás hegyek között, a gallicziai határszélen: 22 rom. kath., 280 g. kath., 24 zsidó lak. F. u. a Dessewffy nemzetség.”
1920 előtt Sáros vármegye Héthársi járásához tartozott.

## Népessége
| Év:            |
| Emberek száma: |
| Eltérés:       |
| -------------- |

| Év:            |
| Emberek száma: |
| Eltérés:       |
| -------------- |

1910-ben 212, túlnyomórészt ruszin lakosa volt.
1991-ben 78 lakosa volt.
2001-ben 64 lakosából 52 szlovák és 11 ruszin volt.
2011-ben 41 lakosából 38 ruszin és 2 szlovák.